# Xestomyzina melanostoma
Xestomyzina melanostoma är en tvåvingeart som först beskrevs av Friedrich Hermann Loew 1856.  Xestomyzina melanostoma ingår i släktet Xestomyzina och familjen stilettflugor. Inga underarter finns listade i Catalogue of Life.